# Stuart Mills
Stuart Mills (7 april 1990) is een Schotse voetballer (aanvaller) die sinds 2010 voor de Schotse vierdeklasser Clyde FC uitkomt. Voordien speelde hij bij Hamilton Academical.